# Boulevard des passions
 (juin 2018).
Pour plus de détails, voir Fiche technique et Distribution.
Boulevard des passions (titre original : Flamingo Road) est un film américain réalisé par Michael Curtiz, sorti en 1949.

## Synopsis
Lane Bellamy est danseuse « exotique » dans une foire itinérante. De passage à Boldon, une petite ville du sud des États-Unis, Lane abandonne son patron traqué par des créanciers et se retrouve sans argent et sans toit à Boldon. Elle rencontre Fielding Carlisle, adjoint du shérif, qui la prend sous sa protection et la recommande pour un emploi de serveuse. Une idylle naît entre eux mais le shérif Titus Semple a d’autres projets pour son adjoint. Titus Semple, homme peu scrupuleux, est le personnage le plus influent de la ville, il veut faire de Carlisle un sénateur voire un gouverneur, il veut également le faire épouser une fille de la haute société, Annabelle Weldon, ce qui servira sa carrière. Il fait tout pour séparer les deux amoureux et après une entrevue particulièrement houleuse entre Lane et le shérif, celui-ci fera arrêter la jeune femme pour prostitution.
À sa sortie de prison, Lane se fait engager à la taverne de Lute Mae Sanders fréquentée par les notables de la région, un lieu qui échappe au contrôle de Titus Semple. Pendant ce temps Carlisle, suivant les directives de Semple, a épousé Annabelle Weldon et est élu sénateur. Un jour, Lane fait la connaissance de Dan Reynolds entrepreneur en construction opposé à la politique véreuse de Semple. Portée par son ambition et ses désirs de vengeance, elle l’épouse et s’installe à Flamingo Road, le quartier chic de Boldon.
Plus tard lors d’une rencontre, Lane repoussera les avances de Carlisle en déclarant l’avoir aimé autrefois mais qu’elle éprouve désormais du respect et de l’admiration pour son mari.
Abandonné par elle et par Semple qui le méprise, Carlisle sombre dans l’alcool et va retrouver Lane chez elle où il se suicide. Un scandale dont veut profiter Semple, qui brigue maintenant le poste de sénateur pour lui-même. Il fait tout pour compromettre Reynolds. Lane se rend alors chez lui et revolver à la main lui intime de lever les accusations portées sur son mari. Une lutte s’ensuit et un coup de feu part, blessant mortellement Semple. Lane se retrouve en prison où Reynolds s’emploiera à la faire libérer. Les époux sont prêts maintenant à partager leur amour et à affronter l’adversité.

## Fiche technique
- Titre : Boulevard des passions
- Titre original : Flamingo Road
- Réalisation : Michael Curtiz
- Scénario : Robert Wilder (en) d'après la pièce de Robert Wilder (en) et Sally Wilder
- Dialogues : Edmund H. North
- Photographie : Ted McCord
- Cadreur : Ellsworth Fredericks (non crédité)
- Montage : Folmar Blangsted
- Musique : Max Steiner
- Direction artistique : Leo K. Kuter
- Décors de plateau : Howard Winterbottom
- Costumes : Sheila O'Brien (en) et Travilla
- Producteurs : George Amy (producteur associé), Michael Curtiz (producteur exécutif) et Jerry Wald
- Société de production : Michael Curtiz Productions et Warner Bros. Pictures
- Société de distribution : Warner Bros. Pictures
- Pays d'origine : États-Unis
- Langue : anglais américain
- Format : Noir et blanc — 35 mm — 1,37:1 — Son : Mono   (RCA Sound System)
- Genre : Film dramatique, Mélodrame
- Durée : 94 minutes (1 h 34)
- Dates de sortie : 
  - États-Unis : 6 mai 1949
  - France : 16 juin 1950

## Distribution
- Joan Crawford : Lane Bellamy
- Zachary Scott : Fielding Carlisle
- Sydney Greenstreet : Titus Semple
- David Brian : Dan Reynolds
- Gladys George : Lute Mae Sanders
- Virginia Huston : Annabelle Weldon
- Fred Clark : Doc Waterson
- Gertrude Michael : Millie
- Alice White : Gracie
- Dale Robertson : Tunis Simms
- Tito Vuolo : Pete Ladas
- Sam McDaniel : Boatright

Acteurs non crédités
- William Bailey : Leo Mitchell
- Morgan Farley : Link Niles
- William Haade : Burr Lassen

## À noter
- Le roman Flamingo Road de Robert Wilder (en) (publié en 1942) fut précédemment adapté pour le théâtre en 1946 sous le titre Flamingo Road, pièce écrite par Robert Wilder et Sally Wilder. Par la suite, un feuilleton télévisé américain sous le titre de Flamingo Road sera diffusé entre le 6 janvier 1981 et le 4 mai 1982 pour deux saisons.